# Circondario di Idria
Il circondario di Idria era uno dei circondari in cui era suddivisa la provincia del Friuli.

## Storia
Il circondario di Idria venne istituito nel luglio del 1923 in seguito alla modifica delle circoscrizioni circondariali della provincia del Friuli; il territorio corrispondeva a quello del mandamento di Idria del soppresso circondario di Tolmino.
Il circondario venne soppresso nel 1926 insieme ad altri 93 circondari in tutta Italia; il territorio venne assegnato al ricostituito circondario di Tolmino.

## Suddivisione
All'atto dell'istituzione il circondario comprendeva i comuni di Ceconico, Circhina, Dole, Godovici, Idria, Idria di Sotto, Ledine, Montenero d'Idria, Monte Sanvito, Sebreglie e Voschia.